# Don Pettie
Donald Alan Pettie (ur. 28 marca 1927 w Calgary, zm. 12 sierpnia 2017 tamże) – kanadyjski lekkoatleta, sprinter, medalista igrzysk Imperium Brytyjskiego w 1950.
Zajął 5. miejsce sztafecie 4 × 100 metrów oraz odpadł w eliminacjach biegu na 200 metrów na igrzyskach olimpijskich w 1948 w Londynie.
Zdobył brązowy medal w biegu na 100 jardów (za Australijczykami Johnem Treloarem i Billem der Gruchy), a także zajął 5. miejsce w biegu na 220 jardów i w sztafecie 4 × 440 jardów na igrzyskach Imperium Brytyjskiego w 1950 w Auckland.
Był mistrzem Kanady w biegach na 100 jardów i na 220 jardów w 1949 oraz brązowym medalistą w biegu na 100 jardów w 1948.
Rekord życiowy Pettiego w biegu na 100 metrów wynosił 10,9 s (ustanowiony w 1948), a w biegu na 200 metrów 21,4 s (1950).
Po ukończeniu Drake University pracował w przemyśle naftowym do przejścia na emeryturę w 1992.